# Elfriede Mechnig
Elfriede Mechnig (* 7. April 1901 in Berlin; † 22. August 1986 in West-Berlin) war eine deutsche Literaturagentin und Übersetzerin. Sie war außerdem 45 Jahre lang die Privatsekretärin von Erich Kästner.

## Leben
Als Tochter des Stadtoberinspektors Arthur Mechnig und der Lehrerin Bianka Mechnig, geborene Schlomka, absolvierte Elfriede Mechnig nach dem Schulbesuch eine Ausbildung zur Stenotypistin, denn die Eltern hatten für sie den Eintritt in die Firma Gebr. Mechnig, die Apparate zur Krankenpflege herstellte, vorgesehen. Die kunstinteressierte junge Frau widmete sich nebenher musikalischen Studien. In ihrer Freizeit spielte sie in einem Trio, las klassische Literatur und ging ins Theater.
Im Herbst des Jahres 1928 lernte sie in einem Berliner Kaffeehaus den Schriftsteller Erich Kästner kennen. Seine Frage „Wollen Sie mir helfen, berühmt zu werden?“, die von ihr bejaht wurde, markierte den Beginn der 45-jährigen Tätigkeit Mechnigs als Kästners Sekretärin. Die enge Zusammenarbeit würdigte Kästner einmal mit den Worten, sie würden die „Firma Kästner & Co.“ bilden. Dank dieses harmonischen Arbeitsverhältnisses gelang Mechnig der Einstieg in die literarische Szene Berlins. Sie schloss Bekanntschaften unter anderem mit Hermann Kesten, Gerhart Pohl, Martin Kessel, Alfred Neumann und Walter Mehring. Anfang der 1940er Jahre begann Elfriede Mechnigs intensive Beschäftigung mit der italienischen Sprache. Sie übersetzte Witze und lustige Kurzgeschichten, die in der von Zerstörung, Angst und Tod geprägten Kriegszeit von Zeitungen und Zeitschriften gedruckt wurden.
Nach dem Ende des Zweiten Weltkriegs verlegte Erich Kästner seinen Wohnsitz nach München. Mechnig führte sein Berliner Büro in der Friedenauer Niedstraße weiter, übernahm aber gleichzeitig die Vertretung des Chronos Verlages für Ostdeutschland. Ab Januar 1952 vertrat sie den Atrium Verlag (1935 von Kästners Freund Kurt Leo Marschler in Basel gegründet) für Theater. Unter dem Namen Atrium-Bühnenvertrieb führte sie ab 1953 selbstständig eine Agentur und bot literarische Werke regionalen und überregionalen Zeitungen, Verlagen und Theatern zur Veröffentlichung an. Der etwa 1930 mit den Arbeiten Kästners begonnene Zweitdruckvertrieb wurde ab den 1950er Jahren um die Vertriebsrechte für unter anderem Marie Luise Kaschnitz, Ulrich Becher, Alexander Roda Roda, Joachim Ringelnatz, Monika Mann, Martin Kessel, Ludwig Marcuse und Victoria Wolff erweitert. Daneben pflegte Mechnig weiter ihre Liebe zur italienischen Sprache. Sie knüpfte Kontakte zu dem italienischen Dramatiker Eduardo De Filippo und bearbeitete die deutsche Übersetzung seines Stückes Filumena Marturano, das im August 1953 im Berliner Schillertheater mit Erfolg aufgeführt wurde. Sie übersetzte ferner Werke der italienischen Autoren Nicola Manzari und Paolo Levi und kümmerte sich um den Vertrieb der Arbeiten.
Auch noch nach Kästners Tod 1974 setzte sie sich für die Verbreitung seiner Werke ein, indem sie beispielsweise Kästner-Lesungen organisierte.
Am 22. August 1986 starb Elfriede Mechnig in Berlin. Ihr Nachlass befindet sich im Archiv der Akademie der Künste.

## Werk
Schon in der Zeit des Nationalsozialismus belieferte Mechnig die Neueste Zeitung – Illustrierte Tageszeitung mit Sonntagspost mit aus dem Italienischen übersetzten Witzen und Prosa-Miniaturen. Diesen Nebenerwerb führte sie nach dem Krieg für Zeitungen in Deutschland, Österreich und der Schweiz weiter – am intensivsten zwischen 1962 und 1976. Mechnig verfasste Anekdoten, Witz-Übersetzungen, Kurzerzählungen und bereitete Pressenotizen und Sachartikel auf, die vor allem auf den Unterhaltungsseiten veröffentlicht wurden. Ihre Erlebnisberichte über die Arbeit mit Erich Kästner wurden im Zusammenhang mit Kästner-Würdigungen immer wieder vom Feuilleton aufgegriffen. Die Übersetzungsarbeiten betrafen Theaterstücke und Hörspiele.

### Sachartikel (Auswahl)
- … und darum hänge ich hier. Eine Berlinerin erinnert sich an die letzten Kriegstage 1945. Unter leicht abgewandeltem Titel in: Berliner Zeitung (1946).[5]
- Ein Text, der im Manuskript „Wollen Sie mir helfen …“ lautet, wurde 1968 und 1969, teilweise redaktionell bearbeitet und neu betitelt, in verschiedenen Zeitungen veröffentlicht, zum Beispiel als Ab 10 bei Dr. Kästner zum Tippen im Münchner Merkur oder als Vierzig Jahre bei und mit Erich Kästner in der Frankfurter Rundschau oder Mit den Augen der Sekretärin in den Ruhr Nachrichten.
- Ein Text zu Kästners 70. Geburtstag erschien in jeweils redigierten Fassungen unter folgenden Titeln: Mein Chef damals, Mein „Chef“ Erich Kästner, Seit 40 Jahren ist er mein Chef.
- Hanna Maron war Erich Kästners erstes „Pünktchen“ in Berlin. Unter leicht abgewandelten Titeln jeweils 1970 in: Frankfurter Rundschau[6] und Telegraf[7].

### Kurzerzählungen (Auswahl)
- Das königliche Versprechen. Kleine Erzählung aus dem Orient. Zwischen 1962 und 1971 in mehreren deutschsprachigen Zeitungen, teilweise unter abgewandelten Titeln, veröffentlicht.
- Die Sehenswürdigkeit. Zwischen 1969 und 1975 in mehreren deutschsprachigen Zeitungen, teilweise unter Alternativtiteln, veröffentlicht.
- Falsche Antwort. Auch unter den Titeln Die falsche Antwort und Marcellos falsche Antwort zwischen 1965 und 1976 verschiedentlich in Zeitungen veröffentlicht.
- Pariser Erlebnis. Zwischen 1964 und 1974 in mehreren deutschsprachigen Zeitungen und 1981 noch einmal unter dem Titel Richards Pariser Erlebnis im Konstanzer Südkurier veröffentlicht.[8]

### Übersetzungen und Bearbeitungen (Auswahl)
- Filumena Marturano. Übersetzung der Komödie von Eduardo De Filippo.
- Die inneren Stimmen. Übersetzung des Schauspiels Le voci di dentro von Eduardo De Filippo.
- Die Konferenz der Tiere. Dialogfassung von Kästners Kinderroman für das Theater.
- Der Traum. Übersetzung eines Hörspiels von Paolo Levi.
- Wie wenn man in einen Spiegel sähe. Übersetzung eines Hörspiels von Paolo Levi.
- Straßenkreuzung. Übersetzung eines Hörspiels von Paolo Levi.
- Partie zu viert. Übersetzung eines Hörspiels von Nicola Manzari.